# Episodi di Phineas e Ferb (seconda stagione)
Gli episodi della seconda stagione di Phineas e Ferb sono andati in onda su Disney Channel dal 6 maggio 2009. La trasmissione degli altri episodi è invece stata affidata a Disney XD dal 28 settembre 2009 (e vanno in onda comunque su Disney Channel subito dopo il sabato successivo). In chiaro la seconda stagione è trasmessa da Rai 2 in 16:9. Successivamente anche da K2 in 4:3 e poi dall'episodio Phineas e Ferb supereroi anche in 16:9.
| Ep. | Titolo originale                                | Titolo italiano                                | Prima TV USA      | Prima TV Italia   |
| --- | ----------------------------------------------- | ---------------------------------------------- | ----------------- | ----------------- |
| 1   | The Lake Nose Monster                           | Il mostro del lago Naso                        | 19 febbraio 2009  | 6 maggio 2009     |
| 2   | Interview with a Platypus                       | Il "Perry traduttore"                          | 20 febbraio 2009  | 13 maggio 2009    |
| 2   | Tip of the Day                                  | Il mitico puntale                              | 20 febbraio 2009  | 13 maggio 2009    |
| 3   | Attack of the 50 Foot Sister                    | Una grande sorella                             | 21 febbraio 2009  | 20 maggio 2009    |
| 3   | Backyard Aquarium                               | Un acquario per Goldie                         | 21 febbraio 2009  | 20 maggio 2009    |
| 4   | Day of the Living Gelatin                       | Il giorno della gelatina vivente               | 28 febbraio 2009  | 27 maggio 2009    |
| 4   | Elementary, My Dear Stacy                       | Elementare Stacy!                              | 28 febbraio 2009  | 27 maggio 2009    |
| 5   | Don't Even Blink                                | Occhi aperti!                                  | 4 aprile 2009     | 7 ottobre 2009    |
| 5   | Chez Platypus                                   | Una cena davvero speciale                      | 4 aprile 2009     | 7 ottobre 2009    |
| 6   | Perry Lays an Egg                               | La tecno-mamma                                 | 11 aprile 2009    | 15 giugno 2009    |
| 6   | Gaming the System                               | Prigionieri nel cyberspazio                    | 11 aprile 2009    | 15 giugno 2009    |
| 7   | The Chronicles of Meap                          | Le cronache di Meap                            | 18 aprile 2009    | 14 ottobre 2009   |
| 8   | Thaddeus and Thor                               | Prova di abilità                               | 15 giugno 2009    | 30 settembre 2009 |
| 8   | De Plane! De Plane!                             | Il pellicano di carta                          | 15 giugno 2009    | 30 settembre 2009 |
| 9   | Let's Take a Quiz                               | Facciamo un quiz                               | 22 giugno 2009    | 7 ottobre 2009    |
| 9   | At the Car Wash                                 | All'autolavaggio                               | 22 giugno 2009    | 7 ottobre 2009    |
| 10  | Oh, There You Are, Perry                        | Oh, eccoti qua, Perry                          | 11 luglio 2009    | 14 ottobre 2009   |
| 10  | Swiss Family Phineas                            | Una gita tempestosa                            | 11 luglio 2009    | 14 ottobre 2009   |
| 11  | Phineas and Ferb's Musical Cliptastic Countdown | Una fantastica top-ten                         | 12 ottobre 2009   | 10 dicembre 2009  |
| 12  | Phineas & Ferb's Quantum Boogaloo               | Viaggio nello spazio-tempo                     | 21 settembre 2009 | 11 novembre 2009  |
| 13  | Hide and Seek                                   | Piccolo è bello                                | 18 luglio 2009    | 21 ottobre 2009   |
| 13  | That Sinking Feeling                            | Operazione Cupido                              | 18 luglio 2009    | 21 ottobre 2009   |
| 14  | The Baljieatles                                 | Rock and roll                                  | 25 luglio 2009    | 28 ottobre 2009   |
| 14  | Vanessassary Roughness                          | Chi fa da sé...                                | 25 luglio 2009    | 28 ottobre 2009   |
| 15  | No More Bunny Business                          | Coniglietti? No grazie!                        | 1º agosto 2009    | 4 novembre 2009   |
| 15  | Spa Day                                         | Una giornata al centro benessere               | 1º agosto 2009    | 4 novembre 2009   |
| 16  | Bubble Boys                                     | Tutti in bolla!                                | 3 ottobre 2009    | 13 gennaio 2010   |
| 16  | Isabella and the Temple of Sap                  | Sulle tracce del MaracaMandorlo                | 3 ottobre 2009    | 13 gennaio 2010   |
| 17  | Cheer Up, Candace                               | Coraggio, Candace                              | 24 ottobre 2009   | 20 gennaio 2010   |
| 17  | Fireside Girl Jamboree                          | Fireside Girl a tutti i costi                  | 24 ottobre 2009   | 20 gennaio 2010   |
| 18  | The Bully Code                                  | Il bullo servitore                             | 31 ottobre 2009   | 27 gennaio 2010   |
| 18  | Finding Mary McGuffin                           | Alla ricerca di Mary Macguffin                 | 31 ottobre 2009   | 27 gennaio 2010   |
| 19  | What Do It Do?                                  | Ingegneria inversa                             | 14 novembre 2009  | 3 febbraio 2010   |
| 19  | Atlantis                                        | Atlantide                                      | 14 novembre 2009  | 3 febbraio 2010   |
| 20  | Picture This                                    | Una foto e via!                                | 7 novembre 2009   | 10 febbraio 2010  |
| 20  | Nerdy Dancin                                    | Gara di ballo                                  | 7 novembre 2009   | 10 febbraio 2010  |
| 21  | I Was a Middle Aged Robot                       | Un robot di mezza età                          | 13 febbraio 2010  | 26 aprile 2010    |
| 21  | Suddenly Suzy                                   | Lezioni di perfidia                            | 13 febbraio 2010  | 26 aprile 2010    |
| 22  | Phineas and Ferb Christmas Vacation             | Un Natale anche per Danville                   | 6 dicembre 2009   | 20 dicembre 2009  |
| 23  | Undercover Carl                                 | L'agente Carl                                  | 13 febbraio 2010  | 26 aprile 2010    |
| 23  | Hip Hip Parade                                  | Il giorno dell'unificazione                    | 13 febbraio 2010  | 26 aprile 2010    |
| 24  | Just Passing Through                            | Oltre la materia                               | 6 febbraio 2010   | 3 marzo 2010      |
| 24  | Candace's Big Day                               | Il grande giorno di Candace                    | 6 febbraio 2010   | 3 marzo 2010      |
| 25  | Invasion of the Ferb Snatchers                  | Ferb è un alieno                               | 20 febbraio 2010  | 21 giugno 2010    |
| 25  | Ain't No Kiddie Ride                            | Non è cosa per bambini                         | 20 febbraio 2010  | 21 giugno 2010    |
| 26  | Wizard of Odd                                   | Divertiti Candace                              | 24 settembre 2010 | 28 giugno 2010    |
| 27  | The Beak                                        | Phineas e Ferb supereroi                       | 8 marzo 2010      | 12 maggio 2010    |
| 28  | Not Phineas and Ferb                            | Niente Phineas e Ferb                          | 27 febbraio 2010  | 24 marzo 2010     |
| 28  | Phineas and Ferb-Busters                        | Le acchiappa-Phineas e Ferb                    | 27 febbraio 2010  | 24 marzo 2010     |
| 29  | Lizard Whisperer                                | Il ragazzo che sussurrava ai sauri             | 6 marzo 2010      | 12 aprile 2010    |
| 29  | Robot Rodeo                                     | Il rodeo dei robot                             | 6 marzo 2010      | 12 aprile 2010    |
| 30  | The Secret of Success                           | Il segreto del successo                        | 8 ottobre 2010    | 31 gennaio 2011   |
| 30  | The Doof Side of the Moon                       | Tutta colpa della Luna                         | 8 ottobre 2010    | 31 gennaio 2011   |
| 31  | She's the Mayor                                 | Candace, sindaco di Danville                   | 14 giugno 2010    | 20 settembre 2010 |
| 31  | The Lemonade Stand                              | Il chiosco della limonata                      | 14 giugno 2010    | 20 settembre 2010 |
| 32  | We Call It Maze                                 | Questo sì che è un labirinto                   | 1º ottobre 2010   | 8 novembre 2010   |
| 32  | Ladies and Gentlemen, Meet Max Modem!           | Un passato da star                             | 1º ottobre 2010   | 8 novembre 2010   |
| 33  | Nerds of a Feather                              | Fanta-guerra tra fans                          | 16 agosto 2010    | 1º novembre 2010  |
| 34  | Phineas and Ferb Hawaiian Vacation (Part I)     | Phineas e Ferb - Aloha (prima parte)           | 12 luglio 2010    | 27 settembre 2010 |
| 34  | Phineas and Ferb Hawaiian Vacation (Part II)    | Phineas e Ferb - Aloha (seconda parte)         | 12 luglio 2010    | 27 settembre 2010 |
| 35  | Split Personality                               | Doppia personalità                             | 29 ottobre 2010   | 15 novembre 2010  |
| 35  | Brain Drain                                     | Robo-Perry                                     | 29 ottobre 2010   | 15 novembre 2010  |
| 36  | Make Play                                       | Principessa per un giorno                      | 11 febbraio 2011  | 28 marzo 2011     |
| 36  | Candace Gets Busted                             | Questa non è una festa                         | 11 febbraio 2011  | 28 marzo 2011     |
| 37  | Phineas and Ferb: Summer Belongs To You         | Un'estate straordinaria                        | 2 agosto 2010     | 25 ottobre 2010   |
| 38  | Phineas and Ferb: Summer Belongs To You         | Un'estate straordinaria                        | 2 agosto 2010     | 25 ottobre 2010   |
| 39  | Rollercoaster: the Musical!                     | Montagne russe: il musical!                    | 28 gennaio 2011   | 2 maggio 2011     |
| ??  | A Very Perry Christmas                          | Un Natale anche per Danville - Versione estesa | 4 dicembre 2010   | 19 dicembre 2010  |

## Il mostro del lago Naso
I due fratelli insieme alla famiglia vanno in vacanza al lago Naso, dove Candace trova lavoro come bagnina. Nel frattempo Phineas e Ferb si mettono alla ricerca di Nasetto, un gigantesco mostro marino che si nutre di zinco, che il dottor Doofenshmirtz ha deciso di estrarre dal lago, ma grazie all'intervento di Perry, tutto si risolve. Contemporaneamente Candace entra in paranoia credendo di vedere il mostro ovunque con l'effetto di scatenare il panico tra i bagnanti. Phineas e Ferb intanto fanno amicizia con Nasetto e per poco Candace svela il loro segreto. Ma alla fine decide che è meglio lasciarlo tranquillo nel suo lago e butta via le prove della sua esistenza; Phineas e Ferb contenti la ringraziano e Nasetto fa lo stesso baciandola.

## Il Perry traduttore
Phineas e Ferb si domandano cosa il loro ornitorinco Perry voglia dire loro attraverso il suo verso. Perciò costruiscono un traduttore tra animali e umani chiamato Perry traduttore. Mentre Phineas e Ferb ascoltano quello che gli animali vogliono dire, l'ornitorinco va in missione per fermare Doofenshmirtz, che vuole inondare la città. Candace intanto si ritrova inseguita da un nutrito gruppo di animali, finché essi si trovano travolti dall'ondata d'acqua, che Perry riesce a deviare, sventando il piano. Quando Perry torna prova a parlare nel traduttore, ma esso non funziona con lui.

## Il mitico puntale
Phineas e Ferb decidono di far concentrare l'attenzione della città sul puntale, la punta dei lacci delle scarpe, e organizzano un concerto a cui Candace parteciperà solo dopo una forte titubanza. Il dottor Doofenshmirtz intanto costruisce un macchinario per cancellare un suo video imbarazzante dalla mente e dai computer del mondo, ma per errore elimina il concetto di puntale. Di conseguenza il concerto finisce e lo scienziato viene deriso da tutti.

## Una grande sorella
Per il festival di mezza estate Phineas e Ferb aiutano Baljeet a creare un'anguria gigantesca con uno speciale elisir da loro sintetizzato. Intanto Candace vuole crescere in altezza per diventare la testimonial di un marchio di prodotti di bellezza e versa su di sé la sostanza sintetizzata da Phineas e Ferb, ma cresce troppo e i fratelli non hanno l'antidoto. Nel mentre il dottor Doofenshmirtz vuole riempire la fiera con l'odore di pannolini sporchi, ma sbaglia e fa in modo che la sostanza dei ragazzi provochi l'ingradimento dell'universo. Candace è così all'altezza giusta e Baljeet non vince il concorso dell'anguria più grande.

## Un acquario per Goldie
I ragazzi comprano un pesce rosso e, per farlo sentire più a suo agio, costruiscono un grande acquario con animali acquatici e organizzano uno spettacolo, in cui Candace si ritrova coinvolta. Il dottor Doofenshmirtz intanto ruba tutte le salsicce con lo scopo di rendere immangiabili gli hot dog e far sì che tutti vendano le sue salsicce, ma Perry sconfigge lo scienziato facendo sì che le salsicce lo travolgano.

## Il giorno della gelatina vivente
Phineas, Ferb e gli amici costruiscono una gelatina gigante, che però prende vita e ingoia Candace, così i ragazzi cercano di distruggerla, riuscendo a farla andare nello scarico della piscina. Nel mentre Doofenshmirtz vuole rendere Perry un suo alleato con un suo trasformatore, ma Perry aziona il sistema antincendio, distruggendo l'apparecchio.

## Elementare Stacy!
La famiglia Flynn-Fletcher è in visita dai nonni inglesi; Candace e Stacy leggono l'intera saga di Sherlock Holmes e provano a beccare Phineas e Ferb usando il "metodo Holmes". Intanto Perry e l'agente doppio OO devono fermare Doofenshmirtz, che vuole lanciare il Big Ben nello spazio e farlo atterrare vicino a casa sua per poter vedere bene l'orario.
Dopo alcune indagini Candace e Stacy scoprono che Phineas e Ferb hanno costruito uno scivolo d'acqua sul Big Ben. Quando Doofenshmirtz sta per far volare il Big Ben, lo scivolo viene distrutto e lo scienziato sconfitto. Perry riporta il campanile al suo posto e Candace non riesce ad avvertire la madre.

## Occhi aperti!
Candace e Stacy decidono di guardare Phineas e Ferb costruire una giostra per vedere dove vanno a finire le invenzioni quando Candace le mostra alla madre. Il dottor Doofenshmirtz intanto costruisce un raggio per l'invisibilità e, durante la battaglia con Perry, il raggio fa diventare la giostra invisibile quando la madre arriva e la fa riapparire quando lei si allontana. Candace si rende però conto che la giostra c'è anche se invisibile e vuole dipingerla per far scoprire i fratelli, ma mentre va a prendere della vernice, la giostra viene disintegrata da Perry.

## Una cena davvero speciale
Phineas e Ferb aprono un ristorante in giardino in cui Perry è la star, Ferb è il cuoco e Isabella accompagna ai tavoli. Doofenshmirtz organizza un appuntamento con una donna in questo stesso ristorante, ma se andrà male, è pronto a rovinare l'amore di tutti gli altri con una delle sue invenzioni. La ragazza, però, sembra decisamente la sua anima gemella. Infine il ristorante viene venduto e l'invenzione colpisce la fidanzata dello scienziato, la quale non prova più niente per lui.

## La tecno-mamma
Per un equivoco Phineas e Ferb credono che Perry abbia deposto un uovo e si prendono cura del nascituro riscaldandolo con un macchinario. Candace invece preferisce prendersene cura con modalità più naturali. Quando l'uovo si schiude tuttavia ne nasce un uccello nemico degli ornitorinchi.

## Prigionieri nel cyberspazio
Ispirati da un videogioco di Buford, i ragazzi costruiscono un macchinario per entrare nei videogiochi. Candace, venuta a protestare, si ritrova risucchiata nel videogioco ed è costretta a terminare il videogioco per poter uscire.
Doofenshmirtz intanto mette un abito da ballo su Perry cercando di ostacolarlo, ma l'ornitorinco riesce comunque ad avere la meglio.

## Le cronache di Meap
Phineas e Ferb provocano l'atterraggio di una navicella spaziale, da cui fuoriesce un grazioso extraterrestre che pronuncia solo la parola "Meap". Candace lo trova e decide di portarlo con sé, mentre Ferb ripara la navicella e Phineas e Isabella vanno alla ricerca dell'alieno.
Doofenshmirtz intanto acquista tanti tappeti con lo scopo di creare elettricità statica e riprendersi un palloncino che perse quando era bambino. Poco dopo Isabella, Phineas e Ferb vengono catturati da un alieno bracconiere di nome Mitch: Candace e Meap vanno in loro soccorso.
Nel mentre Doofenshmirtz attira tutti i palloncini della città, finendo per prendere il volo e atterrare nella navicella del bracconiere, ma poco dopo precipita. Infine Meap, che si rivela essere un agente spaziale per la sicurezza, riesce a sconfiggere Mitch.

## Prova di abilità
Taddeus e Thor, due fratelli vicini di casa di Phineas e Ferb, competono contro questi ultimi su chi costruirà il fortino migliore. La gara viene vinta da Phineas e Ferb, con un fortino altissimo e dotato di numerosi intrattenimenti.
Nel frattempo Perry è incaricato a sorvegliare il dottor Doofenshmirtz durante una festa con la famiglia. Lo scienziato vuole usare un'invenzione per barare a kickball, in quanto da piccolo la madre lo trascurava per la sua incapacità in tale sport. Nonostante gli sforzi, non riesce ancora a battere il fratello.

## Il pellicano di carta
Con lo scopo di battere un record, Phineas, Ferb e gli amici costruiscono un aereo gigante di cartapesta chiamato il Pellicano di carta. Doofenshmirtz intanto raccoglie delle bottiglie dai bidoni della spazzatura e il maggiore Monogram incarica Perry nelle indagini. L'ornitorinco scopre che lo scienziato ha usato le bottiglie per creare un dispositivo per vaporizzare l'acqua funzionante a energia solare, in quanto da bambino la madre gli proibì sempre di nuotare in piscina. Quando l'aereo è pronto, i ragazzi lo fanno volare proprio sulla casa di Doofenshmirtz e la sua invenzione smette di funzionare, permettendo a Perry di sconfiggerlo facilmente. L'aereo infine atterra in un laghetto e si disfa; i ragazzi non affogano, siccome i sedili sono galleggianti.

## Facciamo un quiz
Candace scopre che il suo fidanzato Jeremy fa una pubblicità in TV. Siccome desidera anche lei andare in TV, si rivolge ai suoi fratelli, che stavano aiutando le Fireside Girl per dei distintivi televisivi e, a tal proposito, hanno costruito uno studio televisivo. Candace diventa la star dello show insieme a Buford.
Intanto Perry ha la missione di verificare perché ci sono state tante consegne a casa di Doofenshmirtz. L'ornitorinco apprende che lo scienziato è diventato dipendente dalle televendite e vuole restringere le antenne televisive con una sua invenzione. Ciò però non funziona come sperato e la macchina finisce per rimpicciolire lo studio televisivo dei ragazzi.

## All'autolavaggio
Per salvare le talpe dal muso stellato, i ragazzi costruiscono un autolavaggio. Nel mentre Doofenshmirtz trasforma le tane delle talpe in montagne, ma così facendo fa fuoriuscire una talpa gigante dal terreno, che distrugge l'autolavaggio e sconfigge lo scienziato.

## Oh, eccoti qua, Perry
Il maggiore Monogram annuncia a Perry che, a causa delle azioni di un nuovo cattivo chiamato Strarigurgitator, il dottor Doofenshmirtz è stato declassato a minaccia secondaria e l'ornitorinco viene trasferito a una nuova famiglia fuori da Danville. Mentre Phineas, Ferb e Candace cercano Perry, Doofenshmirtz scopre di essere stato "retrocesso" e va al covo di Strarigurgitator, che ha catturato Perry. Dopo alcune disavventure, Perry e Doofenshmirtz sconfiggono Strarigurgitator: tutto così ritorna come prima.

## Una gita tempestosa
La famiglia Flynn-Fletcher parte per una gita in barca, insieme a Isabella; a causa di una violenta tempesta il gruppo si ritrova su un'isola sperduta. Mentre Lawrence ripara la barca, Phineas, Ferb e Isabella costruiscono un riparo tra gli alberi dotato di tutti i comfort. Nel frattempo, Perry rimane a casa con Baljeet e Buford. Il maggiore Monogram manda in missione Carl per distrarre i ragazzi con un camioncino dei gelati e consentire all'agente P di effettuare la sua missione, ossia capire perché Doofenshmirtz ha acquistato tutto il detersivo da bucato. Per via di una serie di circostanze, Perry si ritrova poco dopo nel cratere del vulcano dell'isola sperduta, dove vi è Doofenshmirtz, che, per realizzare un suo piano diabolico, sta costringendo un gruppo di scimmie a lavare i panni. Presto però Perry fa sì che le scimmie si rivoltino e chiudano Doofenshmirtz in una lavatrice. Poco dopo Lawrence ripara la barca, permettendo alla famiglia e a Perry il ritorno a casa.

## Piccolo è bello
In una giornata di pioggia, Phineas e Ferb creano un rimpicciolitore per diventare piccoli e poter giocare a nascondino in casa con gli amici. L'invenzione viene rubata da Candace, che diventa più piccola, e poco dopo il gadget viene preso dalla madre di Isabella. I ragazzi devono darsi da fare per ritornare alle normali dimensioni.

## Operazione Cupido
Baljeet non sa come comportarsi con la sua amica Misthi e chiede aiuto a Phineas e Ferb. I due fratelli allora invitano Misthi e Baljeet sulla nave crociera da loro costruita, a cui si uniscono anche Isabella e Buford. Doofenshmirtz intanto vuole spostare il faro di Danville per evitare che le sirene assordanti delle navi si sentano a casa sua. Lo spostamento del faro causa però l'affondamento della nave, ma per fortuna i ragazzi hanno delle ciambelle-salvagente per l'evenienza.

## Rock and roll
Mentre Phineas e Ferb insegnano a Baljeet il rock and roll, il maggiore Monogram manda Perry in missione. Doofenshmirtz rivela all'ornitorinco il suo piano: riprodurre il suono del suo battito cardiaco in tutta Danville, in modo che i bambini credano che lui sia la loro guida. Quella sera, mentre Phineas, Ferb, Baljeet e Buford si esibiscono in un concerto, Doofenshmirtz cerca di mettere in atto il piano, ma l'invenzione va in sovraccarico ed esplode.

## Chi fa da sé...
La famiglia Flynn-Fletcher va al centro commerciale, insieme a Stacy. Qui Perry deve sorvegliare Doofenshmirtz e scopre che egli vuole rubare una barra di un elemento chimico chiamato "Pizzazium infinionite". Vanessa si offre di aiutare il padre a trovare l'elemento, che è però conteso anche da Baljeet, per un progetto di scienze, e da Candace, come regalo per Jeremy. Dopo un lungo inseguimento, Ferb lancia la Pizzazium vicino all'ingresso e Doofenshmirtz la prende; Perry però sposta una colonnina antitaccheggio, facendo arrestare lo scienziato.
NOTA: Un ragazzo si avvicina a Doofenshmirtz e Vanessa su una mostruosa motocicletta monoposto e chiede alla seconda se vuole fare un giro su una vera moto, a quel punto Doofenshmirtz esclama "Ha 16 anni!", e lo teletrasporta in un'altra dimensione. Sebbene non venga mai rivelato dove si trovi esattamente la città di Danville nella serie, questo confermerebbe che Danville si trova in uno Stato in cui l'età del consenso coincide con la maggiore età media del Nord America (ovvero 18 anni), in Stati come California, Arizona, Utah o Florida (l'età del consenso nella maggior parte degli stati nordamericani è di 16 anni).

## Coniglietti? No grazie!
Candace trova un coniglietto che sembra essere adorabile; il maggiore Monogram rivela a Perry che il coniglietto è un agente al servizio del male di nome Dennis e gli ordina di tenerlo d'occhio. Dopo alcune peripezie, Perry riesce a far arrestare Dennis. Intanto Phineas e Ferb costruiscono degli occhiali a raggi X e Doofenshmirtz cerca invano di sbarazzarsi dei cani degli abitanti dei palazzi vicini al suo laboratorio.

## Una giornata al centro benessere
Mentre Phineas, Ferb e gli amici costruiscono una spa, Doofenshmirtz adotta un gattino e decide di chiamarlo Calzoncino Pelosetto. Quest'ultimo però gli causa una serie di incidenti, tra cui rannuvolare il cielo con l'annuvolinator, e Perry viene mandato a indagare sull'accaduto. Candace e Stacy intanto vanno alla spa, finché Calzoncino la fa sparire. Poco dopo un bambino fa notare a Doofenshmirtz che in realtà Calzoncino è il suo gatto: lo scienziato è costretto a restituirlo.

## Viaggio nello spazio-tempo
Phineas e Ferb hanno bisogno di un attrezzo che fonde legno e metallo. I due, insieme a Isabella, decidono di viaggiare 20 anni nel futuro per prendere l'attrezzo, dopodiché tornano al presente. Nel frattempo Candace del futuro decide di tornare nel passato, quando Phineas e Ferb costruirono le montagne russe e fa in modo che Linda scopra quanto fatto dai figli. Quando lei torna nel futuro, però, apprende che, per via della sua azione, i genitori decisero di bloccare la creatività dei ragazzi, a tal punto di diventare iperprotettivi verso di loro, e le bellezze naturali furono sostituite da pozzi neri; inoltre la città implorò un'oppressione e Doofenshmirtz divenne tiranno. Candace torna indietro nel tempo per far sì che la sua alter ego non sconvolga il futuro, ma poi la macchina del tempo si rompe: dopo che Candace proveniente dal futuro alternativo è sparita, l'altra Candace chiede aiuto a Phineas e Ferb, i quali la riportano nel futuro con un'altra macchina del tempo.

## Una fantastica top-ten
Il dottor Doofenshmirtz e il maggiore Monogram presentano la top 10 delle canzoni di Phineas e Ferb preferite dai bambini, in cui Perry è l'ospite speciale. Doofenshmirtz vuole però ipnotizzare il pubblico con un video, con lo scopo di ridurlo in schiavitù, ma Perry riesce a contrastarlo con la canzone Gitchee Gitchee Goo dall'episodio Pop star per un giorno.

## Tutti in bolla!
Phineas e Ferb costruiscono una bolla di sapone gigante e vi entrano dentro insieme agli amici. Nel frattempo Linda insegna a Candace a guidare e il dottor Doofenshmirtz cerca senza successo di diventare popolare con un concerto country.

## Sulle tracce del MaracaMandorlo
La dottoressa Poofenplotz vuole avere l'ultima scorta di lacca "Rigida bellezza", che si trova al vecchio parco giochi abbandonato. Intanto Isabella e il resto delle Fireside Girl, per aiutare Phineas e Ferb, decidono di estrarre la linfa del MaracaMandorlo; tuttavia apprendono da un guru che l'ultimo esemplare si trova nel vecchio parco giochi abbandonato. Malgrado alcuni problemi, le ragazze riescono a trovarlo, a estrarne la linfa e a portarla a Phineas e Ferb. Infine Poofenplotz arriva al vecchio parco e trova la lacca, ma a causa del crollo di una parete le bombolette esplodono e lei riceve tutta la lacca in faccia.

## Coraggio, Candace
Phineas, Ferb e gli amici cercano di rallegrare Candace, ma ogni tentativo fallisce. Nel frattempo Perry viene rimosso come agente, per via di alcune azioni effettuate negli ultimi giorni. L'ornitorinco scopre che il dottor Doofenshmirtz ha creato numerosi cloni malvagi di Perry per metterlo in cattiva luce. Perry riesce a sconfiggerli e, così facendo, viene reintegrato.

## Fireside Girl a tutti i costi
Candace desidera un biglietto per il concerto dei Paisley Sideburn Brothers che si terrà quella sera, ma sono esauriti. Tuttavia vi è un concerto di beneficenza, riservato ai membri delle Fireside Girl. Per entrarvi Candace deve aspettare una settimana o, in alternativa, ottenere 50 distintivi prima del concerto. Perry intanto viene mandato a indagare sui piani di Doofenshmirtz. Scopre che lo scienziato vuole usare una sua invenzione per trasformare la fabbrica di tortine delle Fireside Girl in broccoli, ma l'ornitorinco riesce ad avere la meglio. Infine Candace scopre che per partecipare al concerto non era necessario diventare Fireside Girl: Isabella poteva portare degli ospiti.

## Il bullo servitore
Baljeet salva la vita a Buford, il quale si impone di diventare suo servitore, infastidendo il ragazzo indiano, il quale chiede aiuto a Phineas e Ferb. Questi ultimi decidono di costruire una macchina di Rube Goldberg per fare in modo che Baljeet salvi la vita al bullo. Intanto Doofenshmirtz vuole sparare uno pneumatico al furgoncino dei gelati, con lo scopo di vendicarsi, ma lo pneumatico colpisce l'insegna di Slushy Dog, la quale rischia di atterrare in testa a Baljeet: Buford gli salva la vita e i due sono pari.

## Alla ricerca di Mary Macguffin
Lawrence vende a Doofenshmirtz una bambola di nome Mary Macguffin di proprietà di Candace, per poi regalarla a Vanessa. Phineas, Ferb e Candace vanno alla ricerca della bambola, per poi scoprire dove si trova. Prima che arrivino a casa di Charlene, quest'ultima dona Mary alla Carità Caritatevole. Quando Candace trova la bambola, arriva sul posto anche Vanessa. Le due ragazze litigano per il possesso di Mary, finché Vanessa riesce ad avere la meglio.

## Una foto e via!
Ferb ha dimenticato lo skateboard in Inghilterra, così lui e Phineas decidono di costruire un congegno per teletrasportare in cortile le cose da ogni parte del mondo. Doofenshmirtz intrappola i mimi in scatole invisibili, dopo essere stato umiliato da uno di loro, e intende fare lo stesso con il resto dei cittadini, ma Perry, anche grazie al teletrasportatore, riesce a sventare il piano.

## Gara di ballo
Candace iscrive sé stessa e Jeremy a una gara di ballo. Il ragazzo però non sa ballare, così chiede aiuto a Phineas e Ferb, i quali gli offrono un endoscheletro elettronico che replica i movimenti di Ferb. Nel mentre Doofenshmirtz e un gruppo di scienziati partecipano alla gara di ballo, ma vengono tutti eliminati. Jeremy rimane l'ultimo in gara, ma ammette davanti a Candace e al pubblico la verità: tutti i membri della giuria assegnano 10 a Ferb.

## Ingegneria inversa
Un congegno di Doofenshmirtz cade in giardino: Phineas e Ferb usano l'ingegneria inversa per realizzarne una copia e cercare di capire cosa si tratti. Il congegno infine decolla insieme alla copia, proprio quando Lawrence e Linda arrivano a casa.

## Atlantide
Mentre Candace e Linda partecipano a una gara di castelli di sabbia, Phineas, Ferb e gli amici si recano ad Atlantide, riuscendo a portare la città, seppur temporaneamente, in superficie.

## Un Natale anche per Danville
Alla vigilia di Natale Phineas e Ferb, per ringraziare Babbo Natale, decidono di trasformare Danville in una scintillante cittadina. Doofenshmirtz intanto decide di rovinare il Natale di Danville, facendo diventare cattivi i cittadini. Questi ultimi, su idea di Phineas, trasmettono allora agli elfi di Babbo Natale un video in cui cantano una canzone. Due elfi arrivano a Danville e cambiano idea sul conto dei cittadini dopo che l'invenzione di Doofenshmirtz si rompe. Siccome è troppo tardi per far cambiare idea a Babbo Natale, i protagonisti costruiscono una slitta tecnologica per consegnare, insieme ai due elfi, i regali ai cittadini, venendo per questo ringraziati da Babbo Natale.

## Oltre la materia
Il plettro d'oro di Linda finisce sotto una parete; per recuperarlo Phineas e Ferb costruiscono una sfera che, con le due metà avvicinate, permette di far passare gli umani attraverso le cose. Candace scopre l'invenzione e decide di farla vedere alla madre, ma non vi riesce per via di una serie di avvenimenti. Intanto Heinz Doofenshmirtz, con uno speciale raggio, vuole disintegrare la statua di suo fratello Roger, ma Perry gli fa fallire ogni tentativo.

## Il grande giorno di Candace
Zia Tiana e Bob vogliono sposarsi alle Galápagos, ma Tiana ha promesso a Candace che avrebbe fatto da damigella e sono costretti a sposarsi in giardino, con la ragazza come organizzatrice. Phineas e Ferb cercano di aiutare la sorella e, malgrado combinino una serie di guai, la zia apprezza quanto allestito. Doofenshmirtz intanto vuole trasformare il cibo sano in cibo spazzatura, ma divora un bidone di sciroppo di mais e uno olio di cocco. Doofenshmirtz sta male e il piano fallisce.

## Un robot di mezza età
Durante i preparativi per una competizione tra padri e figlie, Lawrence, spinto dalla curiosità, entra in un tunnel che porta al quartiere segreto di Perry, ma poi scivola e finisce sul cancella-memoria, che lo fa regredire all'età di un anno. Mentre Carl cerca di fargli tornare la memoria, Monogram richiama l'agente P dalla missione e gli dà il compito di guidare un robot che ha lo stesso aspetto del signor Fletcher e di utilizzarlo nella gara insieme a Candace. Durante la gara il robot fa fallire a Candace tutte le prove; tuttavia per la gara finale è stata ripristinata la memoria di Lawrence: lui e la figlia arrivano primi e vincono il trofeo d'oro.

## Lezioni di perfidia
Jeremy affida sua sorella Susy a Candace: le due femmine cercano di far sì che Linda scopra Phineas e Ferb, i quali riproducono in giardino le cascate del Niagara, per poi lanciarsi con una botte. Quando Linda sta per scoprire la costruzione, però, Doofenshmirtz la distrugge.

## L'agente Carl
Mentre Phineas e Ferb creano il progetto di un congegno per sconfiggere la gravità, il dottor Doofenshmirtz lo scarica da internet per usarlo in modo malvagio. Questo viene scoperto dal maggiore Monogram e da Carl, i quali sospettano che i ragazzi vogliano aiutare Doofenshmirtz. Monogram manda a indagare il suo sottoposto, il quale apprende che tutto è sotto controllo. Intanto la polizia sequestra l'invenzione di Doofenshmirtz, il quale ruba quella dei ragazzi. Anch'essa però viene sequestrata dalla polizia.

## Il giorno dell'unificazione
Nel giorno dell'unificazione dei tre stati, Phineas, Ferb, Isabella e Baljeet costruiscono dei carri, con cui partecipano alla parata, che Buford cerca invano di sabotare. Intanto Doofenshmirtz vuole usare un dispositivo che crea 8 copie della cosa colpita dal raggio.

## Ferb è un alieno
Una sera, Phineas, Ferb e Candace guardano una maratona di film di fantascienza in cui gli alieni si sostituiscono agli esseri umani scambiando le loro teste. Il giorno seguente Candace, notando Ferb mostrare apparentemente le caratteristiche tipiche degli alieni descritti nei film, si convince che il fratellastro sia stato sostituito da un alieno e inizia quindi a seguirlo in cerca di prove. Per fortuna Phineas spiega alla sorella l'equivoco: lui e Ferb stavano riparando un'astronave per un amico di Meap, che nel frattempo si era camuffato con un clone robot di Linda. Nel frattempo, il dottor Doofenshmirtz intende mettere all'asta una vecchia invenzione che comprime gli oggetti in piccole scatole avvolte da un nastro per promuoverlo come dispositivo di pulizia.

## Non è un gioco per bambini
Al centro commerciale Phineas e Ferb potenziano delle giostre per bambini usando dell'uranio. Candace per errore parte su una giostra e i suoi fratelli, insieme a Isabella, Buford e Baljeet, vanno a salvarla. Nel frattempo Doofenshmirtz acquista tutte le bombolette della città, con lo scopo di estrarre i CFC e scrivere con essi il suo nome e cognome in cielo, bucando l'ozono. Il piano fallisce perché quelle bombolette non contengono i CFC.

## Niente Phineas e Ferb
Irving vuole mostrare al fratello maggiore Albert le invenzioni di Phineas e Ferb, mentre questi ultimi sono al cinema. Baljeet proietta la torre Eiffel, dopodiché lui e Buford si travestono da Phineas e Ferb e spacciano la torre per una loro invenzione; nonostante alcuni incidenti, Baljeet e Buford non vengono scoperti da Albert.

## Le acchiappa-Phineas e Ferb
Candace fa squadra con Jenny e Candace per far sì che Linda scopra quello che fanno Phineas e Ferb. Questi ultimi costruiscono delle trottole giganti, in cui vi entrano dentro, e un dispositivo per generare energia radiante. Buford però aumenta l'energia rilasciata causando una serie di guai a Danville, così Perry viene mandato a spegnere il macchinario. I ragazzi intanto si eiettano dalle trottole prima che prendano il volo, causando il fallimento di Candace, Jenny e Stacy.

## Il ragazzo che sussurrava ai sauri
Phineas e Ferb trovano un camaleonte e lo chiamano Steve, il quale però viene ingigantito da Doofenshmirtz e fugge di casa. I ragazzi vanno a cercarlo e, dopo alcune disavventure, lo riportano a casa, dove viene rimpicciolito da Doofenshmirtz.

## Il rodeo dei robot
Phineas e Ferb costruiscono dei tori meccanici per fare un rodeo. Nel frattempo Perry viene mandato a indagare a un concorso di scienziati malvagi. Qui l'ornitorinco e gli altri agenti sconfiggono Doofenshmirtz e i suoi concorrenti. Intanto Candace cerca di convincere la madre di Stacy ad andare a un concerto con l'amica.

## Phineas e Ferb supereroi
Phineas e Ferb vorrebbero scendere da una rampa di skateboard estremamente pericolosa e, per poter sopravvivere alla discesa, costruiscono una tecnologica armatura robotica. La rampa viene distrutta, così i due fratellastri decidono di usare l'armatura per impersonare un supereroe di nome Superbecco. Nel frattempo a Danville un uomo di nome Gustav Khaka Peü Peü vuole dare a ogni cittadino il giorno più brutto della sua vita: Phineas e Ferb decidono di fermarlo, riuscendovi.

## Candace, sindaco di Danville
Vincendo un concorso, Candace diventa per un giorno sindaca di Danville, ma continua a emanare leggi a suo favore. Più tardi Candace invia delle spie per scoprire cosa fanno Phineas e Ferb, apprendendo che stanno costruendo una città pionieristica (con tanto di vecchietto). Candace fa sì che Linda e Lawrence arrivino a casa in tempo e la donna si mette a sgridare Phineas e Ferb. In quel momento, però, Perry rompe un'invenzione di Doofenshmirtz, facendo tornare il tempo al momento in cui sta per essere dichiarato il vincitore del concorso. Questa volta il vincitore è il vecchietto del villaggio di Phineas e Ferb.

## Il chiosco della limonata
Stacy vorrebbe andare a fare shopping con Candace, ma quest'ultima vuole stare a casa a beccare i fratelli, così decide di chiudere con l'amica. Phineas e Ferb decidono poco dopo di aprire un chiosco di limonata, producendone talmente tanta grazie a un robot da poter aprire numerosi negozi in franchising. Doofenshmirtz intanto vuole bombardare Danville con dei pezzi di carta affilati, ma finisce per colpire solamente il robot, che si guasta, causando la chiusura del chiosco e degli altri negozi. Infine Candace e Stacy fanno la pace.

## Phineas e Ferb - Aloha
La famiglia Flynn-Fletcher va in vacanza alle Hawaii. Doofenshmirtz si trova a Big Island e intende far regredire gli umani, tranne sé stesso, per poter prendere il potere, mediante l'Involuzioninator. Phineas e Ferb intanto allevano delle creature chiamate "acqua primati", che ben presto diventano gigantesche, scatenando il panico nell'hotel. Intanto, a causa di un malfunzionamento nell'Involuzioninator, ne rimane vittima lo stesso Doofenshmirtz insieme a Perry. Quest'ultimo riesce a tornare un ornitorinco e trasforma lo scienziato in un essere unicellulare, dopodiché gli acqua primati vengono colpiti dal raggio, diventando umani.
Doofenshmirtz riesce a tornare come prima e rimane bloccato su un'isola deserta. Candace intanto cerca di disfarsi di un amuleto che porta sfortuna, ma non ci riesce: deve gettarlo nel vulcano dell'isola di Wa Ta Lot Ta Hoie. Phineas, Ferb e Candace arrivano sull'isolotto e insieme si incamminano verso il vulcano. Dopo una serie di disavventure, Candace riesce a disfarsi dell'amuleto, ma rimane ancora vittima della sfortuna cadendo da una scala mobile. Intanto Doofenshmirtz riesce a fuggire dall'isola con una zattera, ma viene inghiottito da una balena.

## Un'estate straordinaria
Linda e Lawrence partono per le vacanze e lasciano il comando a Candace. Il giorno dopo è il solstizio d'estate: Phineas e Ferb decidono di costruire un aereo ecologico, per viaggiare in giro per il mondo e far durare il giorno ancora di più. Phineas, Ferb, Candace, Isabella, Buford e Baljeet partono insieme con l'aereo e atterrano a Tokyo, dove fanno rifornimento, dopodiché ripartono. Nel frattempo, sulla torre di Tokyo, vi sono Monogram legato, Vanessa e il dottor Doofenshmirtz, che vuole sganciare un gavettone gigante sul congresso mondiale dei bravi ragazzi, per poi dar la colpa all'ufficiale. Perry però arriva sul posto e, mentre libera Monogram, attiva il gavettone, che lancia Vanessa sull'aereo di Phineas e Ferb. Lei decide di unirsi al gruppo; tuttavia l'aereo atterra sull'Himalaya, non essendo previsto il peso di un ulteriore passeggero. Mentre Vanessa e Candace stanno vicino all'aereo, il resto del gruppo cerca aiuto recandosi da Sabu, lo zio di Baljeet, il quale gestisce una fabbrica di grandi e resistenti palle di gomma. Phineas ne chiede in prestito una, la lega all'aereo, dopodiché il gruppo prosegue rimbalzando in giro per il mondo, finché la palla si disfa.
I ragazzi atterrano a Parigi e si dividono: Phineas e Isabella vanno in cerca di pezzi di ricambio, Baljeet e Buford di carburante, Vanessa e Ferb salgono sulla torre Eiffel e Candace va da Jeremy. Quando Candace incontra Jeremy, lo trova con altri ragazzi, lasciandola col cuore spezzato; la stessa cosa accade a Ferb, quando Vanessa incontra suo padre, Monogram e Perry, e decide di andare con loro. Phineas e Ferb trasformano l'aereo in una barca, dopodiché Candace e Jeremy riescono a chiarirsi. Il gruppo usa la barca per tornare a casa, ma essa si sfascia e si arena su un'isola deserta. I ragazzi ritornano a Danville grazie a un aereo di carta gigante e, una volta a casa, vengono accolti da una festa delle Fireside Girls.

## Fanta-guerra tra fans
Phineas e Ferb, travestiti rispettivamente da Capitano Lampo Turbo Quazer e da Chioma d'Argento, ossia personaggi di due serie cinematografiche con effetti speciali a opera di Clive Edison, partecipano a un raduno di fantascienza e fantasy. Qui vi è divergenza tra le due "fazioni", capeggiate rispettivamente da Baljeet e Buford: Phineas e Ferb cercano di dialogare con i capi, ma i tentativi di rappacificazione falliscono. I due fratellastri chiedono aiuto a Clive Edison, che proietta un mostro: le due "fazioni" mettono da parte le divergenze per sconfiggerlo.

## Divertiti Candace
Phineas, Ferb, Baljeet e Buford fanno roteare la casa della famiglia Flynn-Fletcher per lavarla. Candace si trova dentro casa e rimane stordita dalla centrifuga. Risvegliatasi, si trova nella terra dei mastichini, un paese fantastico dotato di strane bambine colorate di azzurro, simili alle Fireside Girls e capeggiate da Isabella, una fata buona. Candace vorrebbe trovare il mago per beccare i fratelli e Isabella le dice di seguire il percorso oro, mentre Perry viene fatto prigioniero dallo stregone Doofenshmirtz. Lungo la strada la ragazza incontra Baljeet, Jeremy e Buford, rispettivamente sotto forma di spaventapasseri, albero e incrocio tra leone, tigre e orso: ognuno ha un desiderio e si unisce a lei. Il gruppo incontra varie volte Phineas e Ferb, che suggeriscono una strada più divertente, ma Candace si intestardisce a seguire il sentiero dorato. Mentre il gruppo attraversa una terrificante foresta, Candace viene rapita da degli scoiattoli volanti e portata da Doofenshmirtz, che vuole disintegrarla. Perry riesce a fuggire e incontra i tre: ognuno si traveste da stregone e insieme vanno a salvare Candace, riuscendoci. Candace, Jeremy, Buford, Baljeet e Perry si recano dove si trova il mago, che si rivela essere Linda, la quale dice a Phineas e Ferb di dare al gruppo i regali richiesti. La ragazza però non riesce a ottenere quanto desiderato e la madre le spiega che in realtà lo avevano fatto solo per offrirle del divertimento. Poco dopo Candace si sveglia e scopre che era solo un sogno. Incontra i fratelli che hanno costruito un monociclo enorme e, questa volta, decide di unirsi con loro.

## Questo sì che è un labirinto
Phineas e Ferb costruiscono un labirinto enorme dotato di ascensore per raggiungere il livello più alto. Anche Baljeet, Buford, Isabella e Monica salgono sulla piattaforma; tuttavia, a causa di un incidente, Candace sale sull'ascensore e lo attiva. Qui i ragazzi si dividono in due squadre, maschi contro femmine, per vedere chi per primo riesce a raggiungere l'uscita; vince la squadra delle ragazze, malgrado l'arroganza di Candace. Intanto Doofenshmirtz vuole inclinare tutti gli edifici della Terra, in modo che la torre di Pisa non abbia niente di speciale, per poi raddrizzare il suo palazzo e attrarre così i turisti, ma Perry fa fallire il piano.

## Un passato da star
Linda, che era in passato una popstar, viene chiamata da un organizzatore di concerto, per esibirsi in un revival degli anni '80 e lei accetta, spingendo Lawrence, Phineas e Ferb a formare una loro band. Linda e Lawrence decidono poi di ritirarsi, avendo i figli a cui badare.

## Il segreto del successo
Mentre Stacy, Candace e Baljeet partecipano a un seminario, Phineas, Ferb, Isabella e Buford costruiscono un veicolo capace di viaggiare su ogni superficie, su cui poco dopo sale anche Candace, con lo scopo di portarlo a casa. Nel frattempo Doofenshmirt va in diretta su tutti i canali televisivi, ma viene presto interrotto da dei giornalisti, che stanno inseguendo il veicolo. Doofenshmirtz cerca di sabotare i giornalisti, ma si schianta addosso al suo palazzo.

## Tutta colpa della Luna
Phineas, Ferb, Isabella e Irving decidono di costruire l'edificio più alto del mondo, arrivando fino alla Luna. Doofenshmirtz intanto vuole eliminare la Luna piena ruotando il satellite; così facendo l'edificio prende il volo e Perry lega lo scienziato all'enorme costruzione.

## Doppia personalità
Phineas e Ferb si divertono a scindere le cose mediante una loro invenzione (per esempio un mulo in una cavalla e un asino). Candace attiva l'invenzione e si generano due versioni della ragazza: una dolce e una determinata. I ragazzi vanno alla ricerca delle due copie, con lo scopo di usare l'invenzione per far tornare tutto come prima; ci riescono dopo diversi contrattempi.

## Robo-Perry
Phineas, Ferb, Isabella, Baljeet e Buford sono a letto e giocano a un videogioco. Nel frattempo il dottor Doofenshmirtz mette su Perry un casco, per controllarlo come un robot, finché ricarica il telecomando, facendo apparire sul videogioco dei ragazzi l'ornitorinco e lo scienziato. Dopo aver appreso che possono controllare Perry, i ragazzi lo manovrano ne approfittano per sconfiggere "il vecchio farmacista".

## Un Natale anche per Danville - Versione estesa
L'episodio segue la medesima trama di Un Natale anche per Danville, questa volta con alcune scene aggiunte.

## Montagne russe: il musical!
L'episodio segue la medesima trama di Le montagne russe, questa volta con numerose canzone come un musical.

## Principessa per un giorno
Il maggiore Monogram informa Perry che la principessa Baldegunde Drusselstein, dall'aspetto identico a quello di Candace, sta per dare al sindaco Roger il premio di figlio prediletto al teatro dell'opera, ma probabilmente Heinz Doofenshmirtz rovinerà il tutto. Candace e la principessa si incontrano e decidono di scambiarsi le identità. Mentre Candace ne approfitta per avere quello che desidera, la principessa raggiunge Phineas e Ferb, che intendono costruire un jukebox gigante, e decide di unirsi a loro. Intanto Heinz costruisce un enorme braccio meccanico, con il quale intende sollevare il teatro per vendicarsi di Roger, che era il favorito della madre. In seguito la principessa decide di far tornare i ruoli come prima, dopodiché Perry solleva col braccio il jukebox e lo porta in cima al teatro: Heinz è disperato perché la musica prodotta dall'apparecchio fa divertire tutti.

## Questa non è una festa
Lawrence e Linda partono per un viaggio: Candace allora invita Stacy e Jenny a casa sua, ma numerose persone si autoinvitano e il tutto diventa un'enorme festa. Intanto il dottor Doofenshmirtz vuole spostare altrove un condominio con una sua invenzione, ma Perry gli fa fallire il piano. Lawrence e Linda però tornano prima del previsto e, per ironia della sorte, il tipico meccanismo che salva Phineas e Ferb non riesce a salvare Candace; di conseguenza, la ragazza viene beccata dalla madre e messa in punizione, nonostante non fosse sua intenzione fare una festa.